# The Funk Brothers
The Funk Brothers fue una banda de sesión estadounidense de soul conocida por haber participado en prácticamente la totalidad de las grabaciones de todos los artistas del sello Motown Records, incluyendo a Stevie Wonder, Smokey Robinson, The Four Tops o a Marvin Gaye, entre muchos otros.

## Trayectoria
Formada en 1959 por el propietario de Motown Berry Gordy, la formación original de la banda estaba integrada exclusivamente por músicos de la fértil escena musical de Detroit. Casi todos ellos venían del mundo del jazz, pero algunos poseían cierta experiencia en el blues o en el R&B. 
Entre los primeros integrantes se encontraban el pianista y líder Joe Hunter, el bajista James Jamerson y el batería William "Benny" Benjamin, y para 1962 se habían integrado en la formación los guitarristas Robert White, Eddie Willis y Joe Messina, el baterista alternativo Richard "Pistol" Allen, los percusionistas Jack Ashford y Eddie "Bongo" Brown y el pianista Earl Van Dyke, además de numerosos músicos de viento.
Entre 1967 y 1968 Motown estaba reinventando su sonido para ajustarse a las tendencias de la época. Bajo la dirección del productor Norman Whitfield, y con la ayuda del guitarrista Wah Wah Watson, las nuevas producciones mostraban un sonido más moderno, más acorde con el soul psicodélico característico de aquellos años. Jamerson y Benjamin —responsables en gran parte del sonido Motown— habían quedado fuera por abusos con las drogas, y tras la muerte de este último en 1968, la figura de Uriel Jones cobró mucho más protagonismo en el sello a la vez que el bajista Bob Babbitt se hacía cargo del trabajo que el influyente James Jamerson no podía llevar a cabo. 
El grupo básico permaneció inalterado hasta 1972, año en que Gordy traslada las oficinas de su compañía a Los Ángeles, abandonando sin contemplaciones a la banda. Aun así, el grupo tuvo la oportunidad de despedirse por todo lo alto con la grabación en 1971 de «What's Going On», de Marvin Gaye que mostraba con claridad las influencias jazzeras de sus miembros.
Tras la desaparición del grupo, algunos de sus integrantes continuaron trabajando en otros estudios y con diversos artistas, mientras que otros se retiraron del negocio de la música, aunque casi todos ellos permanecieron en Detroit. James Jamerson falleció en 1983 y el reconocimiento a su enorme influencia tuvo que esperar muchos años. Eddie "Bongo" Brown falleció igualmente en 1983, mientras que Earl Van Dyke lo hizo en 1992 y Robert White en 1994. En 1989 se publica un libro sobre la banda que estaba centrado en las aportaciones de Jamerson y los miembros supervivientes fueron reunidos en 2002 para la grabación de un documental que obtuvo excelentes críticas, pero tras el que fallecieron Richard "Pistol" Allen y Johnny Griffith. Joe Hunter y Uriel Jones el último de los tecladistas y el último de los bateristas de la banda fallecieron en 2007 y 2009 respectivamente.

## Estilo y valoración
Con más números uno en su haber que The Beatles, The Rolling Stones, The Beach Boys y Elvis Presley juntos, The Funk Brothers fue la brillante pero anónima banda que jugó un papel esencial en la definición del Sonido Motown de la década de 1960, un sonido que fusionaba influencias del góspel, del soul y del pop. Infravalorada por los responsables del sello (la mayoría de los miembros del grupo había firmado con total exclusividad para el sello, por lo que muy pocos podían desarrollar su talento en proyectos ajenos a la Motown), los músicos de la banda raramente aparecían en los créditos de los discos, pero el sofisticado sonido Motown habría sido imposible de conseguir sin la amplia experiencia y el bagaje de sus músicos en el mundo del jazz.
El enorme legado de la banda y su tremendo impacto ha tardado años en recibir el reconocimiento que merecía, primero con el libro de Allen Slutsky en 1989 y luego con la grabación en 2002 del documental sobre la banda y su genial bajista James Jamerson.

## Éxitos
Los integrantes de The Funk Brothers fueron responsables de la grabación de cientos de éxitos y álbumes para los artistas de la Motown. Entre ellos podemos citar a Stop! in the Name of Love, I Heard it through the Grapevine, Ain't Too Proud To Beg, My Guy, For Once In My Life, Wonderful One, I Was Made To Love Her, The Way You Do The Things You Do, Dancing In The Street, Your Precious Love, I Can't Help Myself, My Cherie Amour, You Keep Me Hanging On, My Girl, Shop Around, Going To A Go-Go, Get Ready, Heatwave, How Sweet It Is To Be Loved By You, Baby Love, Cloud Nine, Ain't No Mountain High Enough, Bernadette, Mercy, Mercy Me, Signed, Sealed Delivered, I'm Yours, Where Did Our Love Go,  Ooh, Baby Baby o What's Going On, entre otros muchos.

## Miembros
Aunque la banda estaba integrada por un puñado de músicos más o menos estables, un buen número de músicos pasaron por la formación para grabaciones o giras puntuales. Además hay que tener en cuenta que a veces había dos formaciones con el mismo nombre (una trabajando en el estudio mientras que otra acompañaba a los artistas del sello) y que la banda que usó Gordy después del traslado de Motown a Los Ángeles en 1972 también se llamaba The Funk Brothers, aunque sus miembros no tenían ninguna relación con los integrantes de la formación original. Entre los músicos que formaron parte de la banda de Detroit podemos citar a:
- Saxos: Henry "Hank" Cosby, Andrew "Mike" Terry, Norris Patterson, Thomas "Beans" Bowles, Ted Buckner, Ronnie Wakefield, "Lefty" Edwards, Jr Walker, Eli Fontaine, Ernie Rodgers, Kasuka Malia, Eugene "BeeBee" Moore, William "Wild Bill" Moore, Angelo Carlisi, Dan Turner, Bernie Peacock, Larry Nozero, Lanny Austin

- Trompetas: Herbie Williams, John "Little John" Wilson, Marcus Belgrave, Russell Conway, Johnny Trudell, Floyd Jones, Maurice Davis, Billy Horner, Don Slaughter, Eddie Jones

- Trombones: Bob Cousar, George Bohanon, Paul Riser, Jimmy Wilkens, Don White, Carl Raetz, Patrick Lanier, Bill Johnson, Ed Gooch

- Piccolo: Clement Barone

- Flauta: Dayna Hartwick, Clement Barone, Thomas 'Bean' Bowles

- Percusión: Jack Ashford (1959–1972), Eddie "Bongo" Brown (1959-1972)

- Armónica: Stevie Wonder, Joe Messina, Danny Stevenson

- Teclados: Joe Hunter (director musical de 1959-1964), Earl Van Dyke (director musical de 1964-1972), Richard "Popcorn" Wylie (1959-1962), Johnny Griffith (1963-1972), Johnny Gittens (1963-1967), Ted Sheely (1963-1967)

- Piano: Marvin Gaye, Joe Hunter

- Bajo: James Jamerson (1959-1972), Clarence Isabell (1959-1962), Tony Newton (1963-1967), Bob Babbitt (1967–1972), Eddie Watkins (1968-1972), James "Jimmy" Garrett (de 1962 a 1972 director musical de The Supremes), Tweed Beard, Joe Williams, Michael Henderson, Joe James, Leroy Taylor

- Batería: William "Benny" Benjamin (1959-1969), Richard "Pistol" Allen (1959-1972), George McGregor (1959-1962), Clifford Mack (1959-1962), Marvin Gaye (1959-1962), Uriel Jones (1963-1972), Frederick Waites (1963-1967), Andrew Smith (1968-1972), Stevie Wonder

- Guitarra: Robert White (1959-1972), Eddie "Chank" Willis (1959-1972), Joe Messina (1959-1972), Larry Veeder (1959-1962), Dave Hamilton (1959-1962), Marvin Taplin (1961-1972 con Smokey Robinson & The Miracles), Cornelius Grant (1963-1972, con The Temptations, Dennis Coffey (1967-1972), Melvin "Wah Wah Watson" Ragin (1968–1972), Ray Parker, Melvin Miller Jr.

- Vibráfono: Jack Ashford (1959-1972), Dave Hamilton (1959-1962), James Gittens (1959-1962), Jack Brokensha (1963-1972)

- Cuerdas: Gordon Staples y la sección de cuerdas de la Detroit Symphony Orchestra.